# Конвой № 3201 (лютий 43)
Конвой № 3201 (лютий 43) — японський конвой часів Другої світової війни, проведення якого відбувалось у лютому 1943-го.
Пунктом призначення конвою був атол Трук у центральній частині Каролінських островів, де ще до війни створили потужну базу японського ВМФ, з якої до лютого 1944-го провадились операції в низці архіпелагів. Вихідним пунктом став розташований у Токійській затоці порт Йокосука (саме звідси традиційно вирушала більшість конвоїв на Трук).
До складу конвою увійшли транспорти «Кірікава-Мару» та «Мітакесан-Мару». Охорону первісно забезпечував тральщик W-17, якого згодом змінив переобладнаний канонерський човен «Шотоку-Мару» (базувався на Маріанських островах). 8 лютого в районі за 400 км на північний захід від Труку ескортування перебрав на себе есмінець «Юнагі», тоді як «Шотоку-Мару» попрямував назад на Сайпан (головна японська база в Маріанському архіпелазі).
Загін вийшов із порту 1 лютого 1943 року. Його маршрут пролягав через кілька традиційних районів патрулювання американських підводних човнів, які зазвичай діяли поблизу східного узбережжя Японського архіпелагу, Маріанських островів і на підходах до Труку. Втім, проходження конвою № 3201 відбулось успішно і 9 лютого він без втрат досягнув Труку.